# Allarme Scientology
Allarme Scientology è una biblioteca web, che raccoglie e fornisce al pubblico materiale critico sul discusso movimento a carattere religioso denominato Scientology.

## Storia
Allarme Scientology non è propriamente un sito critico inteso come luogo in cui manifestare il proprio dissenso verso Scientology. Esso è invece una grande biblioteca di documenti istituzionali, sentenze, relazioni accademiche, libri, testi vari e testimonianze personali. Gran parte dei testi disponibili sono stati tradotti dalla lingua inglese.
Nasce ufficialmente nel marzo del 1998 per iniziativa di "Martini" ed "Harry", anche se, con nome diverso (xenu.com-it.net), era già operativo dall'aprile 1997.
La scelta di usare degli pseudonimi è motivata dall'esigenza di preservare la propria privacy in considerazione della pratica interna al movimento che impone di troncare ogni rapporto con amici e parenti critici del movimento (cosiddetta disconnessione).

### Nascita
L'iniziativa nasce sulla base di alcune motivazioni:
- l'esperienza personale degli autori. Uno era stato personalmente seguace del movimento, l'altro aveva avuto modo di osservare dall'esterno il suo funzionamento, la sua pervasività e la sua capacità di affascinare e attrarre le persone. Martini, in particolare, constata sulla "propria pelle" quanto siano di aiuto, nel percorso di uscita e di decondizionamento, le informazioni esterne, le biografie indipendenti su Ron Hubbard e le testimonianze degli ex membri che, in quegli anni, su Internet, erano presenti solo in lingua inglese.
- la constatazione che in Italia (a differenza dei paesi anglofoni e francofoni) non esistevano, o erano difficilmente reperibili, informazioni o pubblicistica indipendente su Scientology. Parenti, amici, seguaci o chi veniva semplicemente avvicinato da una delle molteplici entità che fanno capo al movimento non aveva modo di attingere ad informazioni che non fossero autoprodotte.

### Le investigazioni silenziose e rumorose
Negli anni diversi tentativi sono stati fatti per oscurare Allarme Scientology e/o per scoprire l'identità dei suoi curatori.
Nel dicembre 1998, Harry e Martini ricevono una strana richiesta di collaborazione che si rivela essere un escamotage per ricevere informazioni sulla loro attività ed identità. Nello stesso periodo si moltiplicano le richieste di alquanto improbabili "giornalisti" che sollecitano informazioni personali senza lasciare tuttavia recapiti credibili.
A inizio 2000 Harry lascia, e l'attività resta di unica responsabilità di Martini.
A metà dello stesso anno compare un sito internet denominato tellitall. In esso si afferma che il sito Allarme Scientology è il punto centrale di un complotto ordito contro Scientology da, fra gli altri, Luciano Violante, un funzionario dell'Ufficio Culti del Ministero dell'Interno e dal CICAP. La tesi viene ripresa da un'interpellanza parlamentare dell'onorevole Teresio Delfino (UDC), e da una interrogazione a risposta scritta dei deputati Enrico Nan e Giovanni Pilo (Forza Italia). Il tutto verrà a sua volta ripreso con molto clamore dalla rivista "Diritti dell'Uomo", edita dalla Chiesa di Scientology Italia. Alla fine la vicenda si rivelerà una marchiana montatura ad opera di ignoti.
Nel 2007 viene pubblicata, in forma anonima, una pagina internet (hate site) diffamante e riportante i dati identificativi di Martini con tanto di indirizzi e numeri di telefono. Inoltre sedicenti investigatori privati avevano contattato, o si erano presentati personalmente, nel piccolo paese di residenza di Martini e presentandosi come "polizia privata incaricata dalla Procura di Milano" di condurre indagini sul suo conto avevano fatto domande afferenti al suo privato.
Una tattica simile, denominata "investigazione rumorosa", è codificata nella "dottrina religiosa" della Chiesa di Scientology. La tattica, solitamente preceduta da una "investigazione silenziosa", altrettanto codificata che prevede la raccolta di informazioni sul soggetto, ha lo scopo di intimidire il critico e di provocarne ostracismo, isolandolo dalla sua comunità.
Le azioni sopra descritte sembrano inoltre richiamare le pratiche, contestate più volte alla Chiesa di Scientology, denominate Fair Game e Dead agenting.

### A viso aperto
Sul finire del 2006 Martini decide di abbandonare lo pseudonimo di cui si è servita per 9 anni e di presentare a suo nome una sua relazione al convegno annuale della FECRIS, la Federazione dei centri di ricerca e informazione sul settarismo, che si terrà la successiva primavera ad Amburgo.
Nel maggio 2007 Martini firma per la prima volta su "Allarme Scientology" una pagina con il proprio nome e cognome: Simonetta Po.
La pagina denuncia i tentativi di molestia, sia in patria che in occasione del convegno di Amburgo. Tali molestie, documentate da filmati e testimonianze, sono state oggetto di denuncia presso le autorità di polizia.
Nel 2011 per Simonetta Po viene sancito il  non luogo a procedere per il reato di diffamazione a seguito della denuncia-querela presentata dal CCDU e altre associazioni che erano parte del comitato promotore della campagna denominata perché non accada. Oltre il GIP anche la Corte di cassazione respinge le richieste di tali associazioni che contestavano come Simonetta Po, in uno scritto su un newsgroup, avesse accostato CCDU e perché non accada a Scientology.